# Arviat
Arviat (/aʁ.vi.ˈat/, en syllabaire inuktitut : ᐊᕐᕕᐊᑦ), anciennement nommé Eskimo Point, est une communauté du Nunavut au Canada.

## Démographie
| 2001  | 2006  | 2011  | 2016  |
| ----- | ----- | ----- | ----- |
| 1 899 | 2 060 | 2 318 | 2 657 |

## Climat
| Mois                                  | jan.       | fév.      | mars       | avril      | mai        | juin      | jui.      | août      | sep.      | oct.      | nov.     | déc.       | année           |
| ------------------------------------- | ---------- | --------- | ---------- | ---------- | ---------- | --------- | --------- | --------- | --------- | --------- | -------- | ---------- | --------------- |
| Température minimale moyenne (°C)     | −33,1      | −32,4     | −27,5      | −18,7      | −7,4       | 1         | 7         | 7,3       | 2,2       | −6,2      | −20,1    | −27,9      | −13             |
| Température moyenne (°C)              | −29,3      | −28,3     | −22,8      | −14        | −4,3       | 4,4       | 11,1      | 10,8      | 4,8       | −3,6      | −16,1    | −24,1      | −9,3            |
| Température maximale moyenne (°C)     | −25,4      | −24,2     | −18        | −9,1       | −1,2       | 7,7       | 15,1      | 14,2      | 7,3       | −1        | −12      | −20,3      | −5,6            |
| Record de froid (°C) date du record   | −48,3 1975 | −47 2003  | −41,5 1995 | −36,7 1973 | −26,7 1974 | −11 2002  | −4 1992   | −0,6 1974 | −8,3 1974 | −26 1986  | −34 1986 | −42,5 1996 | −48,3 19/1/1975 |
| Record de chaleur (°C) date du record | −1,5 2000  | −1,5 1998 | 3,5 2004   | 4 2000     | 14,5 2001  | 30,8 2014 | 33,9 1973 | 30 1991   | 23 1994   | 18,3 2015 | 2,2 2016 | −0,4 2020  | 33,9 22/7/1973  |
| Précipitations (mm)                   | 10,1       | 6,6       | 11,4       | 12,5       | 18,2       | 29,6      | 36,7      | 56        | 44        | 24,5      | 18,6     | 18,3       | 286,5           |
| dont neige (cm)                       | 10,1       | 6,6       | 11,4       | 12,1       | 12,1       | 3,2       | 0         | 0         | 2,8       | 16,9      | 18,8     | 18,3       | 112,4           |
| Nombre de jours avec précipitations   | 7,4        | 7,2       | 9,1        | 7,1        | 7,6        | 8         | 8,9       | 14,1      | 12,6      | 10,8      | 10,3     | 8,1        | 111,3           |
| Humidité relative (%)                 | 69,1       | 69,9      | 74,4       | 79,8       | 84,6       | 76,8      | 72,7      | 74,7      | 74,6      | 84,1      | 80,7     | 73,3       | 76,2            |
| Nombre de jours avec neige            | 7,4        | 7,2       | 9,1        | 7          | 5,8        | 0,8       | 0         | 0         | 1,1       | 8,2       | 10,3     | 8,1        | 65              |

| Diagramme climatique                                  |               |              |               |              |          |           |           |          |            |              |                |
| J                                                     | F             | M            | A             | M            | J        | J         | A         | S        | O          | N            | D              |
| −25,4−33,110,1                                        | −24,2−32,46,6 | −18−27,511,4 | −9,1−18,712,5 | −1,2−7,418,2 | 7,7129,6 | 15,1736,7 | 14,27,356 | 7,32,244 | −1−6,224,5 | −12−20,118,6 | −20,3−27,918,3 |
| Moyennes : • Temp. maxi et mini °C • Précipitation mm |               |              |               |              |          |           |           |          |            |              |                |

## Personnalités
- La sculptrice inuite Lucy Tasseor Tutsweetok (1934-2012) a vécu à Arviat.